# Louis Van de Perck
Louis Van de Perck (Hoboken, 14 octobre 1889 - Kapellen, 30 novembre 1953) est un archer belge.

## Palmarès
- Jeux olympiques
  -  Médaille d'or par équipe à la perche (petits oiseaux) aux Jeux olympiques d'été de 1920 à Anvers.
  -  Médaille d'or par équipe à la perche (gros oiseaux) aux Jeux olympiques d'été de 1920 à Anvers.
  -  Médaille d'argent en individuel à la perche (petits oiseaux) aux Jeux olympiques d'été de 1920 à Anvers.
  -  Médaille d'argent en individuel à la perche (gros oiseaux) aux Jeux olympiques d'été de 1920 à Anvers.